# Olympische Winterspiele 1964/Teilnehmer (Spanien)
| Gelbes Symbol für Goldmedaillen mit stilisierten Olympischen Ringen | Graues Symbol für Silbermedaillen mit stilisierten Olympischen Ringen | Braundes Symbol für Bronzemedaillen mit stilisierten Olympischen Ringen |
| ------------------------------------------------------------------- | --------------------------------------------------------------------- | ----------------------------------------------------------------------- |
| —                                                                   | —                                                                     | —                                                                       |

Spanien nahm an den Olympischen Winterspielen 1964 im österreichischen Innsbruck mit sechs Athleten teil.
Seit 1936 war es die sechste Teilnahme Spaniens an Olympischen Winterspielen.

## Flaggenträger
Der Skifahrer Jorge Rodríguez trug die Flagge Spaniens während der Eröffnungsfeier.

## Teilnehmer nach Sportarten

### Ski Alpin
Herren
- Juan Garriga
Slalom: nicht qualifiziert
Riesenslalom: 38. Platz – 2:03,85 min
Abfahrt: 41. Platz – 2:32,85 min
- Javier Masana
Slalom: 37. Platz
Riesenslalom: Ausgeschieden
Abfahrt: 43. Platz – 2:33,52 min
- Francisco Prat
Riesenslalom: 58. Platz – 2:15,79 min
- Jorge Rodríguez
Abfahrt: Ausgeschieden
- Luis Sánchez
Slalom: nicht qualifiziert
- Luis Viu
Slalom: nicht qualifiziert
Riesenslalom: 32. Platz – 2:00,83 min
Abfahrt: 35. Platz – 2:30,35 min